# ヒキガエル (ライフゲーム)

ヒキガエルとは、1970年にシモン・ノートンによって発見された、6ピクセルからなる周期2のライフゲームの振動子である。
自然に発生する確率が信号灯のおよそ100分の1と低いことで知られる。

## 合成
代表的な例を一つ挙げる。
上のパターンは10世代後にヒキガエルになる。

## パターン

### Toad Flipper
このように、2つのペンタデカスロンが横に並んでいる。この場合、30世代後に中心にあるヒキガエルが左右逆に反転された形になり、そのまた30世代後に左右逆に反転され元に戻る、という60周期の振動子になっている。

### Toad stuckers
2つのペンタデカスロンが上の場合からひとつずれた位置にある場合、30周期後にヒキガエルは一つ下にずれる(180度回転させた形になる)。その後30世代でまた元の位置に戻る。すなわち、これも上と同様、60周期の振動子である。